# Шляпа (геологія)

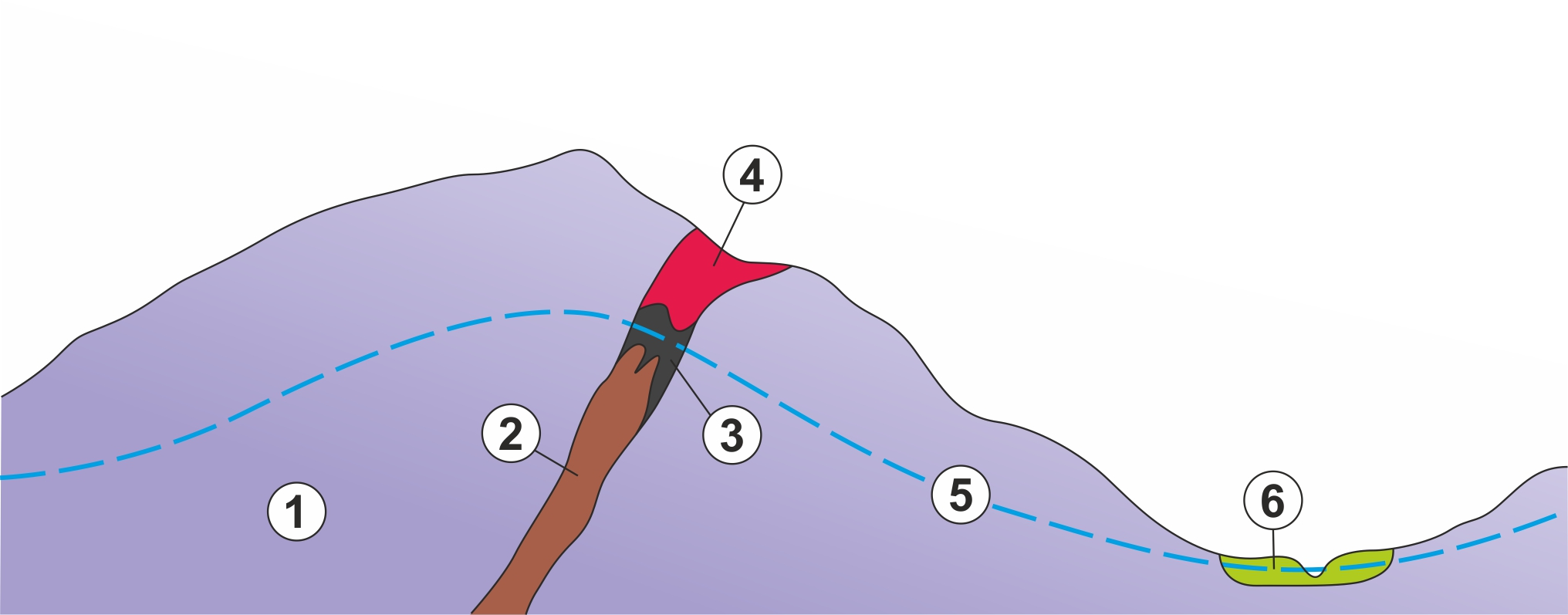
Схематичний геологічний розріз сульфідного родовища, що виходить на денну поверхню. Цифри: 1- вміщуючі породи; 2- первинні мідносульфідні руди; 3- зона вторинного збагачення міддю; 4- залізна шляпа; 5- рівень ґрунтових вод; 6- відклади алювіальної долини

Шляпа (шапка) в геології — верхня частина геологічних тіл корисних копалин, мінеральна речовина яких перетворена внаслідок процесів розкладу (окиснення і заміщення) біля поверхні землі. При цьому відбувається винос ґрунтовими водами легкорозчинних сполук, а в залишку нагромаджується нерозчинна мінеральна маса, яка утворює шляпи. Відомі залізні, ґіпсові, ґібситові та ін. шляпи.
Син. — Шапка (геологія)